# NGC 7035
NGC 7035 est une galaxie lenticulaire relativement éloignée et située dans la constellation du Capricorne. Sa vitesse par rapport au fond diffus cosmologique est de 8 596 ± 37 km/s, ce qui correspond à une distance de Hubble de 126,8 ± 8,9 Mpc (∼414 millions d'al). NGC 7035 a été découverte par l'astronome américain Frank Müller en 1886.

## Identification
L'indentification de NGC 7035 est incertaine. Harold Corwin pense que NGC 7035 pourrait s'appliquer aux deux galaxies (PGC 66257 à l'ouest et PGC 66258), parce que le diamètre inscrit par Müller est de 0,5' et qu'il a décrit ce qu'il voyait comme irrégulièrement rond. Cependant, Cowqin souligne que cette description pourrait aussi s'appliquer à la partie la plus brillante observée par Müller, soit PGC 66257
En 1997, Steve Gottlieb a observé NGC 7035, qu'il assigne à la galaxie PGC 66258, avec un télescope de 17,5 ". Les deux composantes étaient juste résolues. Müller utilisait la lunette astronomique de 26 " de l'observatoire Leander McCormick. La position approximative inscrite par Müller est 21h 11m 05s et, comme mentionnée plus haut, il a noté 0,5' "iR" (irregulary round). ESO/Uppsala et Harold Corwin identifie ESO 530-015 comme la candidate la plus probable. Il s'agit de la paire de galaxie rapprochée située à environ 3' 34" au sud de la position indiquée par Müller.

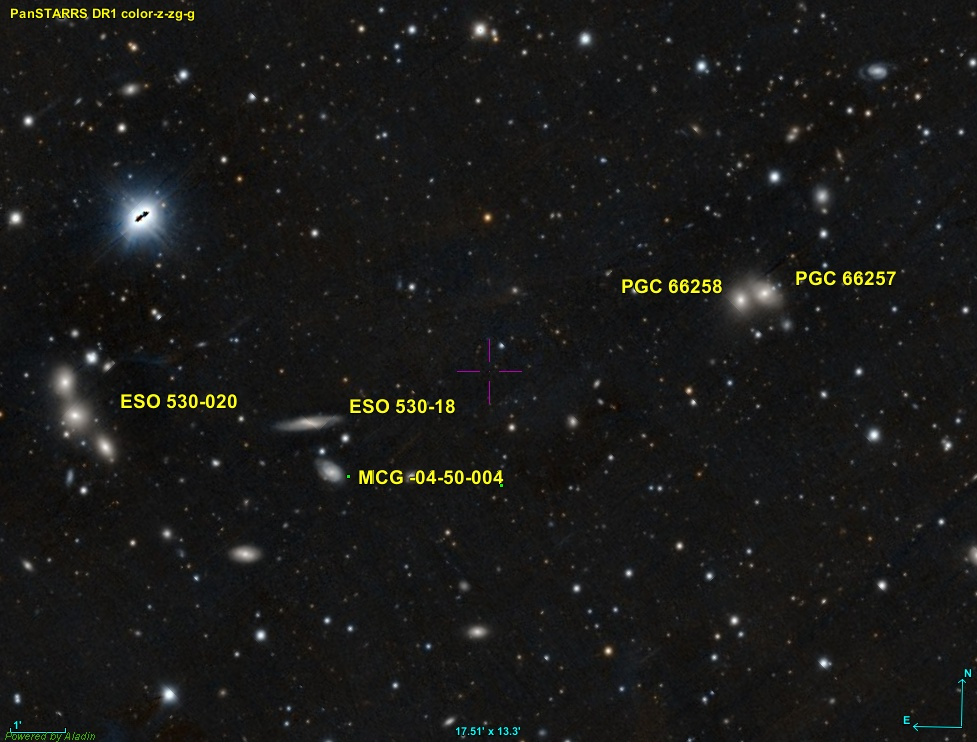
Plusieurs autres galaxies se trouvent aussi dans la région de la paire de galaxies.

D'autres galaxies se trouvent également dans la même région. ESO 530-18, une petite galaxie très pâle, est située à 8' au sud-est et à 4' à l'ouest du triplet de galaxies ESO 530-20. MCG -05-50-004, une autre galaxie au sud d'ESO 530-18 peut aussi être observée. Ainsi deux autres possibilités sont soutenues par le Revised New General Catalogue (RNGC) pour NGC 7035, soit ESO 530-018 ou MCG -04-50-004.

## Les données de Simbad
Pour la base de données Simbad, la galaxie à l'ouest est LEDA 66257 aux coordonnées égales à 21h 10m 45,453752181s et -23° 08′ 06,394747308″. Sa vitesse radiale est de 9 288 ± 43 km/s, soit exactement la même que celle indiquée par NASA/IPAC et son diamètre angulaire dans l'infrarouge proche est de 1,19'.
Simbad retourne cependant un message d'erreur lorsqu'on utilise la requête PGC 66258. Pour atteindre la page de cette galaxie, il faut utiliser la requête 6dFGS gJ211047.1-230813. La page montre peu d'informations. La galaxie est située aux coordonnées 21h 10m 47,13s et -23° 08′ 12,9″, à l'est de PGC 66257, et sa vitesse est égale 9 144 ± 43 km/s, ce qui confirme qu'elle forme bien une paire avec PGC 66257.

## Les désignations non conventionnelles
Wolfgang Steinicke utilise les désignations NGC 7035A pour PGC 66258 et NGC 7035B pour PGC 66257 qu'il place d'ailleurs par erreur à l'est de PGC 66258. Les bases de données NASA/IPAC et HyperLeda utilisent la désignation inverse, soit NGC 7035A pour PGC 66257. Il s'agit d'un autre exemple, comme le souligne souvent le professeur Seligman, qui montre qu'on devrait éviter ces notations non conventionnelles.